# Flores (Guatemala)
Flores ist eine Stadt in Guatemala. Sie ist Hauptstadt von Petén, des nördlichsten und flächenmäßig größten Departamentos des Landes, sowie Verwaltungssitz des Municipios Flores.
In Flores hat die 1ª Brigada de Infantería “General Luis García León” der guatemaltekischen Armee ihr Hauptquartier.

## Geographie
Flores liegt auf der Insel San Andrés im südwestlichen Teil des Petén-Itzá-Sees. 2005 hatte die mit dem Festland nur durch einen künstlichen Damm verbundene Stadt 18.399 Einwohner. Zusammen mit dem Vorort Santa Elena und dem im Westen angrenzenden San Benito bildet sie im Herzen von Petén einen Ballungsraum, der in den Bereichen Handel, Verkehr und Tourismus eine zentrale Rolle innerhalb des Departamentos einnimmt. Flores ist über die Fernstraße CA 13 mit Belize im Osten und mit Izabal im Süden verbunden, über die Nationalstraße 5 auch mit Alta Verapaz. Über Izabal sind es 506 km nach Guatemala-Stadt. Wenige Kilometer östlich des Vorortes Santa Elena liegt der internationale Flughafen Flores.
In dem über 4.000 km² großen Municipio leben rund 25.000 Menschen. Es unterteilt sich in vier Landgemeinden (Aldeas) und 41 Weiler. Wegen der territorialen Ausdehnung Peténs und der sehr geringen Bevölkerungsdichte sind die Municipios des Departamentos extrem groß. Die Hauptorte der Municipios konzentrieren sich an größeren Verkehrsachsen oder um den Petén-Itzá-See, während sich ihr Verwaltungsgebiet weit in rückwärtige, dünn besiedelte Regionen ausdehnt. Im Fall von Flores liegt ein kleineres Gebiet am Südufer des Petén-Itza-Sees, das sich dann im Osten des Sees zu einem breiten, nach Norden laufenden Streifen ausdehnt, der sich bis zur mexikanischen Grenze hinzieht. Selten erreicht dieses tropische Tiefland Höhen von mehr als 300 Metern. Der fast vollständig von tropischem Regenwald bedeckte Norden ist Teil des Biosphärenreservats Reserva de la Biósfera Maya.
Das Municipio grenzt im Süden an San Benito, San Francisco und an Santa Ana, das genannte Verwaltungsgebiet im Nordosten grenzt im Osten an das von Melchor de Mencos und im Westen an das von San José.

## Geschichte
Das Volk der Itzá gelangte im 12. Jahrhundert in den nördlichen Petén. Es war ursprünglich aus Mexiko nach Yucatán eingewandert, hatte sich mit den dort lebenden Maya vermischt und im 11. Jahrhundert die Metropole Chichén Itzá gegründet. Als diese im 13. Jahrhundert vom großen Rivalen Mayapán zerstört wurde, zogen viele Itzá in mehreren Wellen Richtung Süden. An den Ufern des Petén-Itzá-Sees gründeten sie schließlich ihre Metropole Tayasal auf der Halbinsel, die Flores gegenüber liegt. Sie war eine der ersten Siedlungen, die von den Spaniern in Guatemala besucht wurde, aber die letzte, die sie eroberten.
Schon 1525 gelangte Hernán Cortés auf seinem Weg nach Honduras in die Hauptstadt der Itzá. Ein altersschwaches Pferd (El Morzillo), das er dort zurückließ, wurde von den Itzá wie eine Gottheit verehrt, starb aber bald darauf. Franziskanerbrüder, die Tayasal 1618 aufsuchten, zerstörten eine Pferdestatue, die von den Itzá wie eine Gottheit verehrt wurde. Kurze Zeit später errichteten die Indígenas eine weitere steinerne Nachbildung des verehrten Tieres, die bei einem Transport in den See fiel. Dort soll sie heute noch liegen. Die Itzá leisteten in den Folgejahren der Missionierung und Unterwerfung erbitterten Widerstand. Erst 1697 besiegte Martín de Ursúa das rebellische Maya-Volk. Die Kolonialherren errichteten eine Festung auf der Insel, die lange als Gefängnis diente. Seinen Namen erhielt die kleine Provinzhauptstadt 1831 im Gedenken an den ehemaligen Vizepräsidenten Cirilo Flores, der sein Amt 1824 antrat und 1826 heimtückisch ermordet wurde.
Aufgrund der abgeschiedenen geografischen Lage blieb Flores lange Zeit vom Rest Guatemalas isoliert und richtete sich mehr nach Mexiko und Belize aus. Dieses änderte sich erst mit der besseren Verkehrsanbindung an Guatemala-Stadt.

## Sehenswürdigkeiten
Heute wird die kleine Inselhauptstadt vom Tourismus dominiert. Dennoch hat sie sich ihre ruhige Atmosphäre weitgehend erhalten können. Zu den bedeutendsten Attraktionen gehört der Parque Central und die weißgetünchte Kirche. Hier befindet sich auch das Centro de Información sobre la Naturaleza, Cultura y Artesanías de Petén (CIN-CAP), ein Museum und ein Informationszentrum im Castillo de Arismendi, der ehemaligen Festung. Neben Ausstellungen über das Leben im Petén in früheren Zeiten und die Chicleros werden hier auch andere nützliche Informationen angeboten.
Wegen seiner zentralen Lage und der guten Verkehrsanbindung ist Flores mit seinen Nachbarorten ein beliebter Ausgangspunkt für Touren in Petén, insbesondere für Ausflüge zu den zahlreichen Maya-Ruinen in der Umgebung. Von herausragender Bedeutung ist in diesem Zusammenhang Tikal. Zu den weiteren Ruinen auf dem (nordöstlichen) Gebiet des Municipios Flores gehören Yaxhá, Topoxté, Tzikín, San Clemente, Volantún, Tres Pilas, Holmul, Nakum, Xamakbatún, Jimbal, El Encanto, Xultún, Uaxactún, La Honradez, La Muralla, Río Azul und Naachtún.

## Veränderungen
Im 20. Jahrhundert wurde eine Brücke nach Santa Elena auf dem Festland errichtet, seitdem dominieren motorisierte Fahrzeuge den Straßenverkehr. 
Neue Verordnungen haben in Flores zu einer Veränderung des Stadtbildes beitragen. Es ist niemandem mehr gestattet, Schilder auf dem Gehweg zu positionieren oder Häuserfassaden als Werbefläche zu nutzen. Die kunstvollen Bemalungen und Beschriftungen mussten entfernt und durch Holzschilder ersetzt werden, die bestimmten Maßen entsprechen. Die neuen Verordnungen sollen die Farben sowie die Architektur der kolonialen Häuser zur Geltung bringen. Auf Grund der neuen Regelungen mussten auch sämtliche Muelles (Stege) abgebaut werden. Damit verschwanden alle „schwimmenden Restaurants“, die sich um die Insel positioniert hatten. Auf der Ostseite der Insel wurde der neue Malecón Ende 2007 fertiggestellt.
Der manchmal stark schwankende Wasserstand des Petén-Itza-Sees bewirkt ebenfalls auffallende Veränderungen des Stadtbildes. 1996 wurden Teile von am Ufer stehenden Häusern überflutet, im Dezember 2006 legte Niedrigwasser einen zehn bis dreißig Meter breiten Uferbereich frei, auf dem eine Schotterstraße um Teile der Insel entstand. Ende 2013 ist der Wasserspiegel wieder stark gestiegen, noch im Januar 2014 standen weite Teile der Uferstraße unter Wasser.

## Weblinks

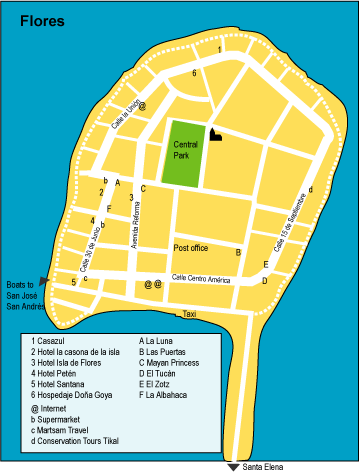
Stadtplan